# AM (álbum)
AM é o quinto álbum de estúdio da banda britânica de rock Arctic Monkeys, lançado em 9 de setembro de 2013.
Em 2020, a Rolling Stone incluiu AM na 346ª posição de sua nova e reformulada lista dos 500 Melhores Álbuns de Todos os Tempos.

## Faixas
Todas as letras escritas por Alex Turner, exceto onde citado, todas as músicas compostas por Arctic Monkeys.
| N.º            | Título                                     | Letras             | Duração |  |
| 1.             | "Do I Wanna Know?"                         |                    | 4:32    |  |
| 2.             | "R U Mine?"                                |                    | 3:20    |  |
| 3.             | "One for the Road"                         |                    | 3:26    |  |
| 4.             | "Arabella"                                 |                    | 3:27    |  |
| 5.             | "I Want It All"                            |                    | 3:04    |  |
| 6.             | "No.1 Party Anthem"                        |                    | 4:03    |  |
| 7.             | "Mad Sounds"                               | Turner, Alan Smyth | 3:35    |  |
| 8.             | "Fireside"                                 |                    | 3:01    |  |
| 9.             | "Why'd You Only Call Me When You're High?" |                    | 2:42    |  |
| 10.            | "Snap Out of It"                           |                    | 3:12    |  |
| 11.            | "Knee Socks"                               |                    | 4:17    |  |
| 12.            | "I Wanna Be Yours"                         | John Cooper Clarke | 3:04    |  |
| Duração total: | Duração total:                             | Duração total:     | 41:43   |  |

## Recepção

### Comercial
Lançado no começo de setembro de 2013, o álbum estreou em primeiro lugar nas paradas de sucesso do Reino Unido, vendendo 157 mil cópias em sua primeira semana. Este foi o quinto disco do Arctic Monkeys a ocupar o primeiro lugar dos mais vendidos na Inglaterra. O AM também estreou em sexto lugar nas paradas dos Estados Unidos, com mais de 42 mil unidades comercializadas naquele país em sua primeira semana de vendas.

### Crítica
O AM foi muito bem recebido pela crítica especializada. No site Metacritic, que dá notas de 0 a 100 baseado em diversas resenhas, o álbum recebeu uma nota 81, baseado em 36 analises críticas. Simon Harper, da revista Clash, "com inspirações de hip-hop com rock de titãs, este disco é construido sobre batidas portentosas que são obscuras e intimidadoras, ainda impiamente emocionante". Uma publicação na Time Out afirmou que "uma das melhores bandas britânicas atuais acabou de ficar melhor com um novo jeito, inesperado mas bem vindo. Homens solteiros, eu lhes peço: deixem de lado a FHM e peguem o AM". A revista NME afirmou que este álbum é "absolutamente o melhor álbum de sua carreira". Tim Jonze, do jornal The Guardian, afirmou que o disco "consegue se conectar com as diferentes direções – os riffs musculares de Humbug e o audoso pop de Suck It and See – com a energia eriçada e senso de diversão que impulsionou seus primeiros trabalhos". Já Ryan Dombal, da Pitchfork Media, afirmou que o AM é "paranóico e assombrado."

## Tabelas

### Paradas musicais
| Paradas (2013)                            | Melhor posição |
| ----------------------------------------- | -------------- |
| Alemanha (Offizielle Deutsche Charts)     | 3              |
| Austrália (ARIA)                          | 1              |
| Bélgica (Ultratop Flandres)               | 2              |
| Bélgica (Ultratop Valônia)                | 5              |
| Espanha (PROMUSICAE)                      | 3              |
| Estados Unidos (Billboard 200)            | 6              |
| Finlândia (Suomen virallinen lista)       | 8              |
| Países Baixos (Dutch Charts)              | 1              |
| Irlanda (Irish Albums Chart)              | 1              |
| Japão (Oricon)                            | 10             |
| Nova Zelândia (RMNZ)                      | 1              |
| Portugal (AFP)                            | 1              |
| Suíça (Schweizer Hitparade)               | 2              |
| Reino Unido (Official Albums Chart)       | 1              |
| Reino Unido (UK Independent Albums Chart) | 1              |

### Certificações
| País           | Certificador | Certificação |
| -------------- | ------------ | ------------ |
| Austrália      | ARIA         | Platina      |
| Portugal       | AFP          | Ouro         |
| Nova Zelândia  | RMNZ         | Ouro         |
| Estados Unidos | RIAA         | Platina      |
| Reino Unido    | BPI          | 5× Platina   |

## Pessoal
Arctic Monkeys
- Alex Turner
- Matt Helders
- Jamie Cook
- Nick O'Malley

Adicional
- Josh Homme
- Bill Ryder-Jones
- Pete Thomas
- James Ford - produtor
- Ross Orton - co-produtor
- Ian Shea - engenheiro de som
- Tchad Blake - mixagem